# أديداس تيليستار
كرة القدم أديداس تيليستار (بالإنجليزية: Telstar)‏، الكرة الرسمية لكأس العالم 1970 التي أقيمت في المكسيك، أنتجت من قبل شركة اديداس للأقشمة الرياضية، وهي أول كرة متعددة الألوان.